# Egglestonichthys
Egglestonichthys là một chi của Họ Cá bống trắng

## Các loài
Chi này hiện hành có các loài sau đây được ghi nhận:
- Egglestonichthys bombylios Larson & Hoese, 1997 (Egglestone's bumblebee goby)
- Egglestonichthys melanoptera (Visweswara Rao, 1971)
- Egglestonichthys patriciae P. J. Miller & Wongrat, 1979
- Egglestonichthys ulbubunitj Larson, 2013[2]